# 앵드르주의 캉통
프랑스 앵드르주에는 총 13개의 캉통이 속해 있다. 2015년 3월 행정구역 총개편으로 인해 현재는 다음과 같이 설치되어 있다.
- 아르당트
- 아르장통쉬르크뢰즈
- 르블랑
- 뷔장세
- 샤토루 1
- 샤토루 2
- 샤토루 3
- 라샤트르
- 이수됭
- 르브루
- 뇌비생세퓔슈르
- 생골티에
- 발랑세